# Будьки
Бу́дьки — село в Україні, у Станіславчицькій сільській громаді Жмеринського району Вінницької області.

## Історія села Будьки
Курган — стародавня поховальна споруда, залишена кочівниками біля села Будьки. Знайдений П. І. Хавлюком у 1986 році. Курган розташований у лісі, на виході з балки за кілометр на захід від села. Висота 3 метри, діаметр 45x48 метрів. Етнічна приналежність не встановлена, але й цього досить, аби зрозуміти: Будьки — давнє поселення.
Як зазначалось у трудах Євфимія Сіцинського, «село знаходиться на відстані 12 верств від залізничної станції Жмеринка і 6-ти — від залізничної станції Ярошенка. Воно розміщене на двох схилах невеликих плоскогір'їв, біля незначних безіменних струмків, що утворюють мілководний став. Навколишня місцевість лісиста, бугриста, на високому водорозділі двох рік — Бугу і Мурафи. Ґрунт місцевості суглинистий і досить родючий, клімат сприятливий для здоров'я людей. Майдан-Будецький лежить на південному сході від Будьок, відділений від цього села полотном Києво-Одеської залізниці і польовим простором у 300 квадратних сажнів і також Ланок. За народними переказами, у середині XVIII ст. у тому місці, де нині розташовані Будьки і Майдан, росли дрімучі ліси, що належали Потоцьким. Останні вирішили влаштувати тут поташний і смоляний заводи і направили сюди партії робітників, які мешкали у нашвидкуруч поставлених шалашах чи будах — будках. З розвитком заводів число робітників збільшувалось за рахунок тих, що поприходили з інших місць, і нарешті, з них виникло ціле постійне поселення Будки, а на деякій відстані від нього, трохи пізніше, і Майдан. У районі останнього й досі є три пагорби із попелу, вугілля та інших залишків лісу, що тут випалювався. Парафіяльний храм в ім'я св. арх. Михаїла, який тут було влаштовано в 1775 році, спочатку був греко-католицьким. Перший священик Григорій Балицький помер у 1798 році православним. Приблизно в цей час у парафії числилось 460 душ. Нині парафіян 1117, все це селяни-малороси, котрі займаються землеробством, крім того, багато з них — виробництвом дерев'яних виробів, возів, коліс, відер, бочок тощо, трохи бджолярством і чоботарством.
Церковно-парафіяльна школа з 1865 року, з 1894 року має окреме приміщення з двома відділеннями, в одному з яких з 1895 р. діє школа грамоти для дівчаток». У Будьках Артур Русановський мав винну лавку з доходом 200 руб., а загальний річний прибуток становив 2093 руб.
За даними В. Крилова, на початку XX ст. село Будьки з приписним Майданом належали А. К. Русяновському, тут нараховувалось 210 дворів і проживало 1133 особи. На фронтах Німецько-радянської війни загинуло 104 воїни. 6 листопада 1965 року відкрито пам'ятник загиблим односельчанам.

## Транспорт
На окраїні села знаходиться зупинний пункт «Будьки» на електрифіковані залізниці напрямку Жмеринка-Вапнярка-Одеса. Там зупиняються приміські електропоїзди сполученням Вапнярка-Жмеринка і регіональний поїзд сполученням Київ-Рахни.
Сусідні станції — Ярошенка, Жмеринка.
Сусідні вузлові станції — Жмеринка, Вапнярка.
На ст. Вапнярка можна здійснити посадку на електропоїзди до Котовська, Одеси, а також Христинівки (через Ладижин, Зятківці), пасажирські поїзди до ст. Одеса, Умань, Черкаси.
На ст. Жмеринка можна пересісти на приміські електропоїзди до
- Козятина (Гнівань, Вінниця, Калинівка),
- Києва
- Підволочиська (Сербинівці, Дубки, Радівці, Комарівці, Деражня, Богданівці, Хмельницький, Гречани, Волочиськ)
- Могилева-Подільського (Бар, Митки, Котюжани, Вендичани)

Електропоїзди на шляху прямування від Жмеринки до Жуківців проходять такі станції та зупинки: Садова. На шляху від Жуківців до Вапнярки — Будьки, Митланівка, Ярошенка, Краснівка, Бушинка, Рахни, Шпиків, Юрківка, Шура, Журавлівка.
Вартість проїзду
- до Жмеринки 4,5 грн.,
- до Хмельницького 10,00 грн. (105 км),
- до Вінниці 6,55 грн. (52 км),
- до Вапнярки 8,00 грн. (75 км), що непорівняно з іншими видами транспорту!

Також можна здійснювати посадку на пасажирські поїзди на ст. Рахни, Ярошенка, Жмеринка, Вапнярка.

## Відомі люди
- Ситник Олександр Степанович — український історик, археолог.